# Ramón Fajardo e Izquierdo
Ramón Fajardo e Izquierdo (Alicante, 18 de julio de 1826-Madrid, 26 de septiembre de 1888) fue un militar español, gobernador de Cuba y director general de la Guardia Civil.

## Biografía
Nació en Alicante el 18 de julio de 1826.
Procedente del arma de infantería, estuvo presente en el sitio de Barcelona llevado a cabo por el general Antonio Van Halen en 1842. Combatió en la guerra de África, interviniendo en la batalla de los Castillejos. Destinado en Puerto Rico, retornó a la península en 1865. Tomó parte de la Gloriosa.
Destinado a Cuba, volvió en 1874 a la península. Combatió en la tercera guerra carlista, participando en la toma de Monte Esquinza, ascendiendo en 1875 al rango de teniente general. En 1884 ejerció de director general de la Guardia Civil, cargo a cuyo cese le sucedieron los de capitán general de Puerto Rico y gobernador de Cuba. También fue senador por la provincia de Valencia en la legislatura 1884-1885. Falleció en el número 8 de la madrileña plaza de las Cortes el 26 de septiembre de 1888. Fue enterrado en el cementerio de la Sacramental de San Justo.